# Mariana Ximenes
Mariana Ximenes do Prado Nuzzi (São Paulo, 26 aprile 1981) è un'attrice brasiliana.

## Biografia
Italobasiliana nata a San Paolo il 26 aprile 1981, ha cominciato ad appassionarsi al mondo della recitazione all'età di sei anni, interpretando Cenerentola a scuola. 
Ha esordito a 13 anni, in televisione, nella telenovela 74.5 - Uma Onda no Ar prodotta dalla Rede Manchete.
Attiva sul grande schermo dal 1998, tre anni dopo ha affiancato Fernando Eiras nella pellicola I giorni di Nietzsche a Torino.
Nel 2003 ha recitato nella miniserie A casa das sete mulheres (trasmessa in Italia col titolo Garibaldi, l'eroe dei due mondi) impersonando Rosário, una delle sette protagoniste.
Nel 2012 ha recitato in Guerra dos sexos.
Nel 2020 è stata fra i protagonisti della telenovela Nos Tempos do Imperador, trasmessa poi l'anno dopo da TV Globo.

## Vita privata
È compagna dell'impresario Santiago Bebiano, dopo la separazione da Pedro Buarque de Holanda, che è stato suo marito per otto anni. In precedenza era stata sentimentalmente legata all'attore Caio Blat.

## Filmografia parziale

### Televisione
- Fascinação (1998)
- La forza del desiderio (Força de um desejo) (1999)
- Andando nas Nuvens (1999)
- Uga-Uga (2000)
- A Turma do Didi (2002)
- Chocolate com pimenta (2003)
- Garibaldi, l'eroe dei due mondi altro titolo: La casa delle sette donne (A casa das sete mulheres) (2003)
- América (2005)
- JK (2006)
- A Favorita (2008)
- Cobras & Lagartos (2008)
- Passione (2010)
- Guerra dos sexos (2012)
- Joia Rara (2013)
- Eu que amo Tanto (2014)
- A Grande Família (2014)
- Nos Tempos do Imperador (2020)

### Cinema
- Zoom (2015)
- O Uivo da Gaita (2013)
- O Gorila (2012)
- Os Penetras (2012)
- Quincas Berro D'Água (2010)
- Hotel Atlántico (2009)
- Bela Noite para Voar (2009)
- A Mulher do Meu Amigo (2008)
- Mucho Hielo y Dos Dedos D'agua (2006)
- La Máquina (2006)
- Gaijin 2 (2004)
- O Homen do Ano (2002)
- O Invasor (2002)
- I giorni di Nietzsche a Torino(2001)
- Caminho dos Sonhos (1998)

## Premi
| Anno | Categoria                                             | Festival                              | Film                            | Risultato    |
| ---- | ----------------------------------------------------- | ------------------------------------- | ------------------------------- | ------------ |
| 2000 | Miglior attrice                                       | Nickelodeon Kids' Choice Awards       | Uga-Uga                         | Vincitrice   |
| 2002 | Miglior attrice non protagonista                      | Festival do Recife                    | O Invasor                       | Vincitrice   |
| 2002 | Longa Ficção 35 mm - Miglior attrice non protagonista | Passista Trophy                       | O Invasor                       | Vincitrice   |
| 2003 | Miglior attrice non protagonista                      | Grande Prêmio BR do Cinema Brasileiro | O Invasor                       | Vincitrice   |
| 2003 | Miglior attrice non protagonista                      | Cinema Brazil Grand Prize             | O Invasor                       | Vincitrice   |
| 2010 | Miglior attrice                                       | Veja - Cariocas do ano                | Passione                        | Vincitrice   |
| 2010 | Miglior attrice                                       | Premio Minha Novela                   | Passione                        | Vincitrice   |
| 2010 | Miglior attrice                                       | 4º Premio Quem 2010                   | A morte de quincas berro d'água | Vincitrice   |
| 2011 | Miglior attrice                                       | Premio Melhores do Ano 2011           | Passione                        | Segnalazione |